# 奇洛埃國家公園

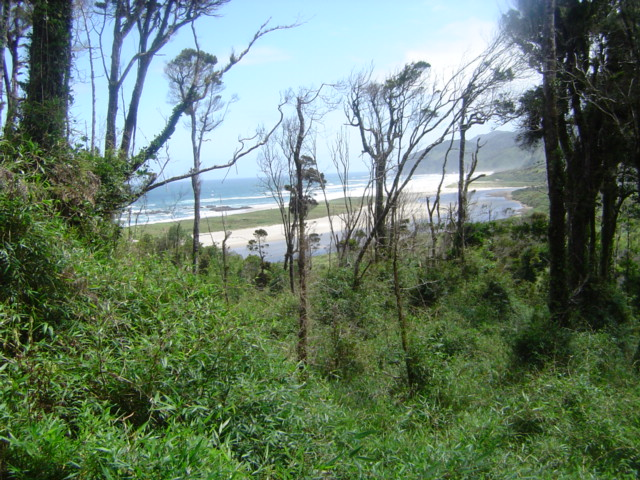

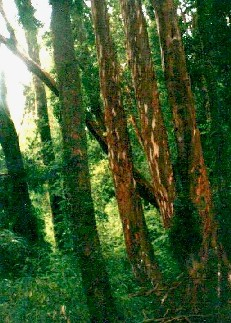

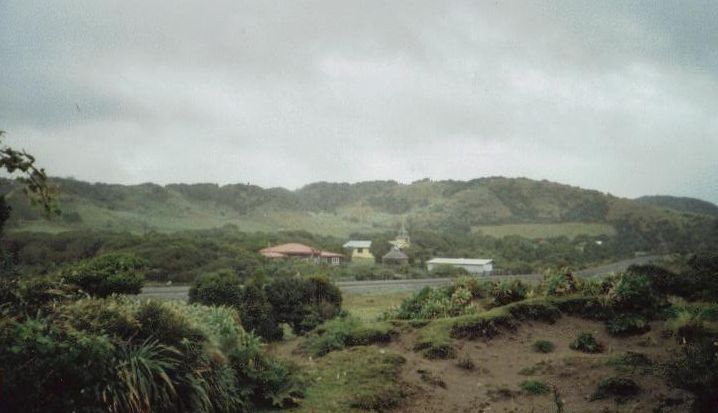

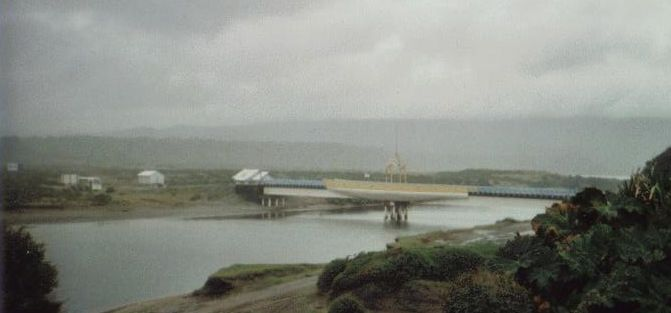

奇洛埃國家公園是智利的國家公園，位於該國中南部，由湖大區負責管轄，成立於1983年，面積431平方公里，是超過100種動物的棲息地。

## 外部連結
- Parque Nacional Chiloe